# STS-102
STS-102 là một sứ mệnh tàu con thoi đến Trạm vũ trụ Quốc tế (ISS) của tàu con thoi Discovery và được phóng từ Trung tâm Vũ trụ Kennedy ở Florida. STS-102 đã bay vào tháng 3 năm 2001; mục tiêu chính của phi vụ gồm có tiếp tế cho ISS và xoay tua các phi hành đoàn Expedition 1 và Expedition 2.

## Phi hành đoàn
| Vị trí               | Phi hành gia phóng lên                                                                                      | Phi hành gia trở về                                                                                   |
| -------------------- | --- | --- |
| Chỉ huy              | James D. Wetherbee, NASA - Chuyến bay vũ trụ thứ 5                                                          | James D. Wetherbee, NASA - Chuyến bay vũ trụ thứ 5                                                    |
| Phi công             | James M. Kelly, NASA - Chuyến bay vũ trụ đầu tiên                                                           | James M. Kelly, NASA - Chuyến bay vũ trụ đầu tiên                                                     |
| Chuyên gia sứ mệnh 1 | Andrew S. W. Thomas, NASA - Chuyến bay vũ trụ thứ 3                                                         | Andrew S. W. Thomas, NASA - Chuyến bay vũ trụ thứ 3                                                   |
| Chuyên gia sứ mệnh 2 | Paul W. Richards, NASA - Chuyến bay vũ trụ duy nhất                                                         | Paul W. Richards, NASA - Chuyến bay vũ trụ duy nhất                                                   |
| Chuyên gia sứ mệnh 3 | Yuri V. Usachyov, Rosaviakosmos - Chỉ huy phi hành đoàn Expedition 2 - Chuyến bay vũ trụ thứ 4 và cuối cùng | William M. Shepherd, NASA - Chỉ huy phi hành đoàn Expedition 1 - Chuyến bay vũ trụ thứ 4 và cuối cùng |
| Chuyên gia sứ mệnh 4 | James S. Voss, NASA - Kỹ sư phi hành đoàn Expedition 2 - Chuyến bay vũ trụ thứ 5 và cuối cùng               | Yuri P. Gizdenko, Rosaviakosmos - Kỹ sư phi hành đoàn Expedition 1 - Chuyến bay vũ trụ thứ 2          |
| Chuyên gia sứ mệnh 5 | Susan J. Helms, NASA - Kỹ sư phi hành đoàn Expedition 2 - Chuyến bay vũ trụ thứ 5 và cuối cùng              | Sergei K. Krikalyov, Rosaviakosmos - Kỹ sư phi hành đoàn Expedition 1 - Chuyến bay vũ trụ thứ 5       |

### Phi hành đoàn dự phòng
| Vị trí               | Phi hành gia                       |
| -------------------- | ---------------------------------- |
| Chuyên gia sứ mệnh 3 | Daniel W. Bursch, NASA             |
| Chuyên gia sứ mệnh 4 | Carl E. Walz, NASA                 |
| Chuyên gia sứ mệnh 5 | Yuri I. Onufriyenko, Rosaviakosmos |

Nguồn: